# Jakub Nerodowicz Borodawka
Jakub (Jacko) Nerodowicz Borodawka (zm. 1621) – kozak, hetman zaporoski.

## Życiorys
Lata młodości Brodawki są mało znane. W 1620 roku został wybrany przez radę kozacką hetmanem zaporoskim, w miejsce Sahajdacznego. Musiał być w tym czasie osobą znaną i zasłużoną w wojnach i wyprawach kozackich. Prawdopodobnie wymieniany w polskich i rosyjskich materiałach źródłowych z okresu wojen polsko-rosyjskich (1609–1618) pułkownik kozacki Jacko (Jackij) to Borodawka.
Był przedstawicielem stronnictwa radykalnego, przeciwnikiem i rywalem współpracującego z Rzecząpospolitą Piotra Konaszewicza-Sahajdacznego.
Wybrany został hetmanem głosami niezadowolonych z ugodowej wobec korony polityki Sahajdacznego. W czerwcu 1621 roku w obliczu zagrożenia tureckiego zarządził koncentrację wojsk zaporoskich. Gdy w uroczysku Sucha Dąbrowa pod Białą Cerkwią zebrało się około 50 tys. kozaków miał powiedzieć w obecności posła królewskiego Bartłomieja Obałkowskiego:

Przed wojskiem zaporoskim drży ziemia polska, turecka i cały świat.

Podburzana przez metropolitę kijowskiego Joba Boreckiego i Jezechiela Kurcewicza czerń kozacka nieomal wystąpiła przeciw Rzeczypospolitej. Obałkowski i Sahajdaczny przy pomocy starszyzny kozackiej próbowali obalić Borodawkę. Pod ich wpływem przestali jątrzyć Borecki i Kurcewicz. Ostatecznie do udziału w wojnie przeciw Turcji przekonało kozaków pismo patriarchy Teofanesa odczytane 15 czerwca podczas rady kozackiej w Fastowie pod Kijowem.
Borodawka na czele wojska zaporoskiego wyruszył do Mołdawii, którą z rozkazu króla Zygmunta miał spustoszyć i opóźniać przemarsz armii osmańskiej.
8 sierpnia ponad 30 tysięczna armia kozacka przekroczyła graniczny Dniestr, po drodze splądrowała polski Wołyń grabiąc i nakładając duże kontrybucje. Z powierzonego zadania hetman Borodawka wywiązał się dobrze, jego działania dały czas armii polsko-litewskiej na koncentrację i przemarsz pod Chocim. W czasie tej wyprawy doszło jakiś zaniedbań i nieudolności przywódcy, które spowodowały duże straty w ludziach. Braki w zaopatrzeniu, brak żywności dla ludzi i paszy dla koni, możliwość odcięcia od armii polsko-litewskiej powodowało duże niezadowolenie wśród mołojców. Kozacy przybyli pod Chocim niemal równocześnie z całą potęgą turecką. Już w obozie chocimskim doszło do buntu, Borodawka stracił buławę hetmańską, władzę przejął Sahajdaczny. Borodawka został oddany pod sąd i 8 września 1621 ścięty.
Był przedstawicielem radykalnych środowisk kozackich, watażką bez szerszego spojrzenia i wizji politycznych.